# Robert Aramayo
Robert Aramayo (7 de noviembre de 1992) es un actor inglés, de ascendencia española, conocido por su papel de Eddard Stark de joven en la serie Game of Thrones. Actualmente interpreta a Elrond en la serie El señor de los anillos: Los anillos de poder, de Amazon Prime Video.

## Biografía
Hijo de Mike Aramayo y Lisa Dawson, nació en Hull, Inglaterra, el 7 de noviembre de 1992. Su carrera en la actuación comenzó cuando contaba con siete años bajo el papel de Bugsy Malone en un producción escolar. Cuando tenía diez años se unió al Hull Truck Youth Theatre, realizando tres obras teatrales al año. Su hermana mayor Laura también comenzó su carrera en el Hull Truck Youth Theatre y estudió teatro en el Arden School of Theatre en Manchester.
Asistió al Wyke College y en 2011 consiguió entrar en el Juilliard School en Nueva York. Su actuación en un producción en Juilliard de la obra de Anthony Burgess, A Clockwork Orange con el papel de Alex, el personaje principal, le consiguió su primer papel en la película Lost in Florence.
De 2016 a 2017 hizo el papel de Eddard Stark de joven en la sexta temporada de Game of Thrones.
Aramayo hizo el papel del ingeniero y cofundador de Harley-Davidson, William S. Harley en la miniserie Harley and the Davidsons, lanzado en septiembre de 2016, en el canal Discovery. Ese mismo año apareció en la película de Tom Ford, Nocturnal Animals. También tuvo un papel en la miniserie de HBO, Lewis and Clark.
Apareció en la película The Empty Man, dirigida por David Prior, The Incident at Sparrow Creek Lumber dirigida por Henry Dunham, y Eternal Beauty, dirigida por Craig Roberts.

## Filmografía

### Películas
| Año  | Título                               | Papel                 | Notas |
| ---- | ------------------------------------ | --------------------- | ----- |
| 2016 | Nocturnal Animals                    | Turk                  |       |
| 2017 | Lost in Florence                     | Sal                   |       |
| 2018 | Galveston                            | Tray                  |       |
| 2018 | The Incident at Sparrow Creek Lumber | Keating               |       |
| 2019 | The Empty Man                        | Garrett               |       |
| 2019 | Stray Dolls                          | Jimmy                 |       |
| 2019 | Eternal Beauty                       | Johnny                |       |
| 2021 | The King's Man                       | Sargento Mayor Atkins |       |

### Televisión
| Año       | Título                                    | Papel             | Productora               | Notas       |
| --------- | ----------------------------------------- | ----------------- | ------------------------ | ----------- |
| 2016–2017 | Game of Thrones                           | Joven Ned Stark   | HBO                      | 4 episodios |
| 2016      | Harley and the Davidsons                  | William S. Harley | Discovery Channel        |             |
| 2018      | Lewis and Clark                           |                   | HBO                      |             |
| 2021      | Behind Her Eyes                           | Rob               | Sony Pictures Television | 5 episodios |
| 2022      | The Lord of the Rings: The Rings of Power | Elrond            | Amazon Prime Video       |             |